# Thelypteris refracta
Thelypteris refracta är en kärrbräkenväxtart som först beskrevs av Fischer, Amp; C. Meyer och Kze., och fick sitt nu gällande namn av C. Reed. Thelypteris refracta ingår i släktet Thelypteris och familjen Thelypteridaceae. Inga underarter finns listade.